# باشگاه فوتبال شلبورن
باشگاه فوتبال شلبورن (انگلیسی: Shelbourne F.C.) یک باشگاه فوتبال در درامکندرا، ایرلند است.